# FTIsland
F.T.Island [ˈɛf ˈtiː ˈaɪ̯lənd]; (кор. 에프티 아일랜드) — южнокорейский рок-бэнд, основанный агентством FNC Entertainment. Группа состоит из четырёх участников. Название FTIsland (стилизация от F.T. Island) — сокращение словосочетания Five Treasure Island (с англ. — «Остров пяти сокровищ»). Дебютный альбом группы Cheerful Sensibility стал шестым в рейтинге самых продаваемых альбомов в Республике Корея по итогам 2007 года, а дебютная песня «Lovesick» возглавляла корейские поп-чарты шесть недель подряд. FTIsland также стали первой иностранной мужской группой, которая возглавила японский Oricon Daily Chart.

## Фан-клуб
Официальный фан-клуб FTISLAND — Primadonna (кор.: 프리마돈나). Название дано в честь песни с дебютного альбома группы. Официальный цвет фан-клуба — солнечно-жёлтый.

## Состав
| Имя                                  | Дата рождения             | Позиция            |
| ------------------------------------ | ------------------------- | ------------------ |
| Ли Хонги (이홍기, Lee Hong-Ki)       | 2 марта 1990 (35 лет)     | Вокал.             |
| Ли Джеджин (이재진, Lee Jae-jin)     | 17 декабря 1991 (33 года) | Бас-гитара, вокал. |
| Чхве Минхван (최민환, Choi Min-hwan) | 11 ноября 1992 (32 года)  | Ударные, макне.    |

### Бывшие участники
| Имя                                   | Дата рождения             | Позиция            |
| ------------------------------------- | ------------------------- | ------------------ |
| Сон Сынхён (송승현, Song Seung-hyun)  | 21 августа 1992 (32 года) | Гитара, вокал.     |
| Чхве Джонхун (최종훈, Choi Jong-hoon) | 7 марта 1990 (35 лет)     | Гитара, клавишные. |
| О Вонбин (오원빈, Oh Won-bin)         | 26 марта 1990 (35 лет)    | Гитара, вокал.     |

## Дискография
| Корейская дискография Студийные альбомы - Cheerful Sensibility (2007) - Colorful Sensibility (2008) - Cross & Change (2009) - Five Treasure Box (2012) - I Will (2015) - Where’s the truth (2016) - Over 10 years (2017) Мини-альбомы - Jump Up (2009) - Beautiful Journey (2010) - Return (2011) - Grown-Up (2012) - The Mood (2013) - What If (2018) - Zapping (2019) - Lock up (2021) Специальные альбомы - Memory in FTISLAND (2011) - Thanks to (2013) - Japan Best Album — All About (2014) | Японская дискография Инди-период Студийные альбомы - So Long, Au Revoir (2009) Мини-альбомы - Prologue of F.T. Island: Soyogi (2008) Синглы - The One (2008) - I Believe Myself (2009) - Raining (2009) Warner Music Japan Records Студийные альбомы - Five Treasure Island (2011) - 20 [Twenty] (2012) - Rated-FT (2013) - New Page (2014) - 5…..Go (2015) - N.W.U (2016) - United Shadows (2017) - Planet Bonds (2018) - Everlasting (2019) - 10th Anniversary ALL TIME BEST/ Yellow (2020) Синглы - Flower Rock (2010) - Brand New Days (2010) - So Today… (2011) - Satisfaction (2011) - Let It Go (2011) - Distance (2011) - Neverland (2012) - Top Secret (2012) - Polar Star (2012) - You Are My Life (2013) - Theory of Happiness (2013) - Beautiful (2014) - Mitaiken Future (2014) - To The Light (2014) - Take Me Now (2016) - Paradise (2017) |